# Pająki Sardynii
Pająki Sardynii, araneofauna Sardynii – ogół taksonów pajęczaków z rzędu pająków, których występowanie stwierdzono na terytorium Sardynii.
Do 2023 roku stwierdzono występowanie na Sardynii 539 gatunków pająków.

## Infrarząd:Ptaszniki(Mygalomorphae)

### Ctenizidae
Z Sardynii wykazano:
- Cteniza sauvagesi

### Cyrtaucheniidae
Z Sardynii wykazano:
- Amblyocarenum nuragicum

### Nemesiidae
Z Sardynii wykazano:
- Nemesia asterix
- Nemesia fertoni sardinea
- Nemesia kahmanni
- Nemesia maculatipes
- Nemesia meridionalis

## Infrarząd:Pająki wyższe(Araneomorphae)

### Aksamitnikowate(Clubionidae)
Z Sardynii wykazano:
- Clubiona comta
- Clubiona neglecta
- Clubiona pallidula
- Clubiona phragmitis
- Clubiona subsultans
- Clubiona terrestris
- Porrhoclubiona genevensis
- Porrhoclubiona leucaspis
- Porrhoclubiona vegeta

### Ciemieńcowate(Dictynidae)
Z Sardynii wykazano:
- Argenna patula
- Brigittea civica
- Brigittea latens
- Dictyna arundinacea
- Lathys humilis
- Marilynia bicolor
- Nigma puella
- Nigma walckenaeri

### Czyhakowate(Segestriidae)
Z Sardynii wykazano:
- Ariadna brignolii
- Segestria bavarica
- Segestria florentina
- Segestria senoculata

### Darownikowate(Pisauridae)
Z Sardynii wykazano:
- Dolomedes plantarius – bagnik nadwodny
- Pisaura mirabilis – darownik przedziwny
- Pisaura quadrilineata

### Filistatidae
Z Sardynii wykazano:
- Filistata insidiatrix
- Pritha nana

### Hahniidae
Z Sardynii wykazano:
- Hahnia pusilla
- Iberina candida

### Koliściakowate(Uloboridae)
Z Sardynii wykazano:
- Hyptiotes paradoxus
- Polenecia producta
- Uloborus plumipes
- Uloborus walckenaerius

### Komórczakowate(Dysderidae)
Z Sardynii wykazano:
- Dysdera ancora
- Dysdera crocata
- Dysdera jana
- Dysdera kollari
- Dysdera shardana
- Dysdera ventricosa
- Harpactea alicatai
- Harpactea gennargentu
- Harpactea nuragica
- Harpactea sardoa
- Parachtes inaequipes
- Parachtes limbarae
- Sardostalita patrizii

### Krzyżakowate(Araneidae)
Z Sardynii wykazano:

- Aculepeira armida
- Aculepeira ceropegia
- Agalenatea redii
- Araneus diadematus – krzyżak ogrodowy
- Araneus marmoreus
- Araneus quadratus – krzyżak łąkowy
- Araniella alpica
- Araniella cucurbitina – krzyżak zielony
- Argiope bruennichi – tygrzyk paskowany
- Argiope lobata
- Argiope trifasciata
- Cercidia prominens
- Cyclosa conica
- Cyclosa insulana
- Cyclosa oculata
- Cyclosa sierrae
- Cyrtarachne ixoides
- Cyrtophora citricola
- Gibbaranea bituberculata
- Gibbaranea gibbosa
- Gibbaranea omoeda
- Hypsosinga albovittata
- Hypsosinga pygmaea
- Hypsosinga sanguinea
- Larinioides cornutus
- Larinioides patagiatus
- Larinioides suspicax
- Lipocrea epeiroides
- Mangora acalypha
- Neoscona adianta
- Neoscona byzanthina
- Neoscona subfusca
- Singa hamata
- Singa simoniana
- Zilla diodia

### Kwadratnikowate(Tetragnathidae)
Z Sardynii wykazano:
- Meta bourneti
- Metellina mengei – czaik wiosenny
- Metellina merianae
- Metellina segmentata – czaik jesienny
- Pachygnatha clercki
- Pachygnatha degeeri
- Tetragnatha bogotensis
- Tetragnatha extensa – kwadratnik trzcinowy
- Tetragnatha intermedia
- Tetragnatha montana – kwadratnik długonogi
- Tetragnatha nitens

### Lejkowcowate(Agelenidae)
Z Sardynii wykazano:
- Agelena labyrinthica
- Allagelena gracilens
- Aterigena soriculata
- Eratigena agrestis
- Eratigena sardoa
- Eratigena sicana
- Lycosoides coarctata
- Tegenaria armigera
- Tegenaria dalmatica
- Tegenaria domestica
- Tegenaria eleonorae
- Tegenaria henroti
- Tegenaria pagana
- Tegenaria parietina
- Textrix caudata
- Textrix denticulata
- Textrix pinicola

### Leptonetidae
Z Sardynii wykazano:
- Leptoneta insularis
- Leptoneta patrizii
- Leptoneta serbariuana
- Leptoneta taramellii
- Paraleptoneta spinimana

### Lenikowate(Zodariidae)
Z Sardynii wykazano:
- Selamia reticulata
- Zodarion elegans
- Zodarion emarginatum
- Zodarion gallicum
- Zodarion italicum
- Zodarion nigriceps
- Zodarion pantaleonii
- Zodarion pseudonigriceps
- Zodarion pusio
- Zodarion ruffoi
- Zodarion sardum
- Zodarion vicinum

### Motaczowate(Anyphaenidae)
Z Sardynii wykazano:
- Anyphaena accentuata – motacz nadrzewny
- Anyphaena sabina

### Mysmenidae
Z Sardynii wykazano:
- Microdipoena jobi

### Nasosznikowate(Pholcidae)
Z Sardynii wykazano:
- Holocnemus pluchei
- Pholcus opilionoides – nasosznik drobny
- Pholcus phalangioides – nasosznik trzęś
- Psilochorus simoni
- Spermophora senoculata
- Spermophorides baunei
- Spermophorides elevata

### Naśladownikowate(Mimetidae)
Z Sardynii wykazano:
- Ero aphana
- Ero cambridgei
- Ero flammeola
- Ero tuberculata
- Mimetus laevigatus

### Obniżowate(Liocranidae)
Z Sardynii wykazano:
- Agraecina lineata
- Agroeca annulipes
- Agroeca inopina
- Cybaeodes marinae
- Cybaeodes sardus
- Liocranum giersbergi
- Liocranum rupicola
- Mesiotelus tenuissimus
- Scotina celans

### Omatnikowate(Theridiidae)
Z Sardynii wykazano:

- Anelosimus pulchellus
- Anelosimus vittatus
- Argyrodes argyrodes
- Asagena phalerata
- Crustulina scabripes
- Cryptachaea riparia
- Dipoena melanogaster
- Dipoena torva
- Enoplognatha afrodite
- Enoplognatha gemina
- Enoplognatha latimana
- Enoplognatha mandibularis
- Enoplognatha nigromarginata
- Enoplognatha ovata
- Enoplognatha testacea
- Enoplognatha thoracica
- Enoplognatha verae
- Episinus algiricus
- Episinus maculipes
- Episinus theridioides
- Episinus truncatus
- Euryopis episinoides
- Kochiura aulica
- Lasaeola coracina
- Latrodectus tredecimguttatus
- Neottiura bimaculata
- Neottiura herbigrada
- Neottiura uncinata
- Paidiscura pallens
- Parasteatoda lunata
- Parasteatoda tepidariorum
- Pholcomma gibbum
- Phylloneta impressa
- Phylloneta sisyphia
- Platnickina tincta
- Rhomphaea nasica
- Robertus arundineti
- Ruborridion musivum
- Sardinidion blackwalli
- Simitidion simile
- Steatoda albomaculata
- Steatoda grossa
- Steatoda nobilis
- Steatoda paykulliana
- Steatoda triangulosa
- Theridion familiare
- Theridion genistae
- Theridion hannoniae
- Theridion malagaense
- Theridion melanurum
- Theridion mystaceum
- Theridion nasutum
- Theridion pinastri
- Theridion varians

### Oonopidae
Z Sardynii wykazano:
- Oonops placidus corsicus
- Orchestina pavesii
- Orchestina setosa
- Orchestina simoni
- Silhouettella loricatula

### Osnuwikowate(Linyphiidae)
Z Sardynii wykazano:

- Acartauchenius sardiniensis
- Agyneta mollis
- Agyneta pseudorurestris
- Araeoncus humilis
- Araeoncus longiusculus
- Bathyphantes gracilis
- Bolyphantes nigropictus
- Canariphantes zonatus
- Centromerus bonaeviae
- Centromerus isaiai
- Centromerus marciai
- Centromerus puddui
- Centromerus succinus
- Cresmatoneta mutinensis
- Diplocephalus graecus
- Diplostyla concolor
- Entelecara acuminata
- Erigone dentipalpis
- Erigonoplus nigrocaeruleus
- Frontinellina frutetorum
- Gnathonarium dentatum
- Gonatium biimpressum
- Gonatium nemorivagum
- Gongylidiellum murcidum
- Hybocoptus corrugis
- Incestophantes crucifer
- Lepthyphantes minutus
- Lessertia dentichelis
- Linyphia hortensis
- Linyphia maura
- Linyphia triangularis
- Maso gallicus
- Mecopisthes millidgei
- Micrargus subaequalis
- Microctenonyx subitaneus
- Microlinyphia pusilla
- Microneta viaria
- Minyriolus medusa
- Nematogmus sanguinolentus
- Neriene clathrata
- Neriene furtiva
- Oedothorax paludigena
- Ouedia rufithorax
- Palliduphantes angustiformis
- Palliduphantes eleonorae
- Pelecopsis bucephala
- Pelecopsis elongata
- Pelecopsis inedita
- Pelecopsis mengei
- Pityohyphantes phrygianus
- Pocadicnemis juncea
- Porrhomma convexum
- Prinerigone vagans
- Sintula retroversus
- Syedra nigrotibialis
- Tapinopa disjugata
- Tenuiphantes flavipes
- Tenuiphantes herbicola
- Tenuiphantes mengei
- Tenuiphantes sardous
- Tenuiphantes tenebricola
- Tenuiphantes tenuis
- Tenuiphantes zimmermanni
- Thaumatoncus indicator
- Theonina cornix
- Tiso vagans
- Trichoncus aurantiipes
- Typhochrestus sardus
- Walckenaeria antica
- Walckenaeria corniculans
- Walckenaeria stylifrons

### Palpimanidae
Z Sardynii wykazano:
- Palpimanus gibbulus

### Phrurolithidae
Z Sardynii wykazano:
- Liophrurillus flavitarsis
- Phrurolithus corsicus

### Phonognathidae
Z Sardynii wykazano:
- Leviellus kochi
- Zygiella atrica
- Zygiella montana
- Zygiella x-notata

### Płachtowcowate(Oecobiidae)
Z Sardynii wykazano:
- Oecobius maculatus
- Oecobius navus
- Uroctea durandi

### Podkamieniakowate(Titanoecidae)
Z Sardynii wykazano:
- Nurscia albomaculata

### Pogońcowate(Lycosidae)
Z Sardynii wykazano:

- Alopecosa albofasciata
- Alopecosa fabrilis
- Alopecosa farinosa
- Alopecosa pulverulenta
- Arctosa cinerea
- Arctosa fulvolineata
- Arctosa lacustris
- Arctosa leopardus
- Arctosa perita
- Arctosa personata
- Arctosa similis
- Arctosa variana
- Aulonia albimana
- Hogna radiata minor
- Lycosa munieri
- Lycosa oculata
- Lycosa tarantula
- Pardosa cribrata
- Pardosa gefsana
- Pardosa hortensis
- Pardosa nigra
- Pardosa occidentalis
- Pardosa prativaga
- Pardosa proxima
- Pardosa pullata
- Pardosa tatarica
- Pirata piraticus
- Pirata piscatorius
- Pirata tenuitarsis
- Piratula knorri
- Piratula latitans
- Trabea paradoxa
- Trochosa hispanica
- Trochosa ruricola
- Trochosa terricola
- Xerolycosa nemoralis

### Prodidomidae
Z Sardynii wykazano:
- Zimirina brevipes

### Poskoczowate(Eresidae)
Z Sardynii wykazano:
- Eresus kollari – poskocz krasny

### Rozsnuwaczowate(Scytodidae)
Z Sardynii wykazano:
- Scytodes thoracica – rozsnuwacz plujący
- Scytodes velutina

### Sicariidae
Z Sardynii wykazano:
- Loxosceles rufescens

### Sidliszowate(Amaurobiidae)
Z Sardynii wykazano:
- Amaurobius erberi
- Amaurobius fenestralis
- Amaurobius ferox

### Skakunowate(Salticidae)
Z Sardynii wykazano:

- Aelurillus luctuosus
- Aelurillus monardi
- Aelurillus v-insignitus
- Asianellus festivus
- Attulus pubescens
- Ballus armadillo
- Ballus chalybeius
- Bianor albobimaculatus
- Carrhotus xanthogramma
- Chalcoscirtus infimus
- Cyrba algerina
- Euophrys frontalis
- Euophrys gambosa
- Euophrys herbigrada
- Euophrys rufibarbis
- Euophrys sulphurea
- Euophrys terrestris
- Evarcha falcata
- Evarcha jucunda
- Heliophanus apiatus
- Heliophanus auratus
- Heliophanus cupreus
- Heliophanus flavipes
- Heliophanus kochii
- Heliophanus melinus
- Heliophanus rufithorax
- Heliophanus tribulosus
- Icius congener
- Icius hamatus
- Icius subinermis
- Leptorchestes mutilloides
- Macaroeris flavicomis
- Macaroeris nidicolens
- Marpissa muscosa
- Marpissa pomatia
- Mendoza canestrinii
- Menemerus semilimbatus
- Mogrus frontosus
- Myrmarachne formicaria
- Neaetha membrosa
- Pellenes arciger
- Pellenes geniculatus
- Pellenes nigrociliatus
- Philaeus chrysops
- Phlegra bresnieri
- Phlegra lineata
- Plexippus paykulli
- Pseudeuophrys erratica
- Pseudeuophrys nebrodensis
- Pseudeuophrys vafra
- Pseudicius encarpatus
- Pseudomogrus gavdos
- Pseudomogrus univittatus
- Saitis barbipes
- Salticus cingulatus
- Salticus conjonctus
- Salticus mutabilis
- Salticus propinquus
- Salticus scenicus
- Salticus zebraneus
- Synageles albotrimaculatus
- Synageles venator
- Talavera aequipes
- Thyene imperialis

### Spachaczowate(Sparassidae)
Z Sardynii wykazano:
- Micrommata ligurina
- Micrommata virescens – spachacz zielonawy
- Olios argelasius

### Ślizgunowate(Philodromidae)
Z Sardynii wykazano:
- Philodromus aureolus
- Philodromus blanckei
- Philodromus buchari
- Philodromus buxi
- Philodromus dispar
- Philodromus emarginatus
- Philodromus fuscolimbatus
- Philodromus lividus
- Philodromus margaritatus
- Philodromus praedatus
- Philodromus rufus
- Pulchellodromus bistigma
- Pulchellodromus glaucinus
- Pulchellodromus pulchellus
- Rhysodromus histrio
- Thanatus formicinus
- Thanatus oblongiusculus
- Thanatus vulgaris
- Tibellus oblongus

### Śpiesznikowate(Oxyopidae)
Z Sardynii wykazano:
- Oxyopes heterophthalmus
- Oxyopes lineatus
- Oxyopes nigripalpis

### Tkańcowate(Nesticidae)
Z Sardynii wykazano:
- Kryptonesticus eremita

### Trachelidae
Z Sardynii wykazano:
- Cetonana laticeps
- Trachelas minor

### Trawnikowcowate(Miturgidae)
Z Sardynii wykazano:
- Zora manicata
- Zora spinimana

### Ukośnikowate(Thomisidae)
Z Sardynii wykazano:

- Bassaniodes bliteus
- Bassaniodes bufo
- Bassaniodes caperatus
- Bassaniodes graecus
- Bassaniodes sardiniensis
- Cozyptila blackwalli
- Diaea dorsata
- Heriaeus hirtus
- Misumena vatia
- Monaeses paradoxus
- Ozyptila atomaria
- Ozyptila brevipes
- Ozyptila confluens
- Ozyptila furcula
- Ozyptila pauxilla
- Ozyptila praticola
- Ozyptila sanctuaria
- Pistius truncatus
- Runcinia grammica
- Synema globosum
- Synema plorator
- Thomisus onustus
- Tmarus piochardi
- Tmarus staintoni
- Xysticus acerbus
- Xysticus audax
- Xysticus bifasciatus
- Xysticus cor
- Xysticus cristatus
- Xysticus erraticus
- Xysticus grallator
- Xysticus ibex
- Xysticus kochi
- Xysticus lanio
- Xysticus luctuosus
- Xysticus nubilus
- Xysticus parallelus

### Worczakowate(Gnaphosidae)
Z Sardynii wykazano:

- Anagraphis ochracea
- Aphantaulax cincta
- Aphantaulax trifasciata
- Civizelotes dentatidens
- Civizelotes solstitialis
- Drassodes lapidosus
- Drassodes luteomicans
- Drassodes lutescens
- Drassodes rubidus
- Drassodes serratichelis
- Drassodex hypocrita
- Drassyllus lutetianus
- Gnaphosa alacris
- Gnaphosa bicolor
- Gnaphosa lucifuga
- Gnaphosa lugubris
- Haplodrassus dalmatensis
- Haplodrassus macellinus
- Haplodrassus rhodanicus
- Haplodrassus rufipes
- Haplodrassus securifer
- Haplodrassus signifer
- Haplodrassus typhon
- Heser nilicola
- Leptodrassus albidus
- Leptodrassus femineus
- Marinarozelotes barbatus
- Marinarozelotes fuscipes
- Marinarozelotes huberti
- Marinarozelotes lyonneti
- Micaria albovittata
- Micaria coarctata
- Micaria cyrnea
- Micaria pallipes
- Micaria pulicaria
- Nomisia aussereri
- Nomisia excerpta
- Nomisia exornata
- Nomisia recepta
- Phaeocedus braccatus
- Poecilochroa albomaculata
- Scotophaeus blackwalli
- Scotophaeus scutulatus
- Scotophaeus validus
- Setaphis carmeli
- Setaphis parvula
- Trachyzelotes pedestris
- Urozelotes rusticus
- Zelotes callidus
- Zelotes egregius
- Zelotes femellus
- Zelotes fuscorufus
- Zelotes sardus
- Zelotes tenuis

### Zbrojnikowate(Cheiracanthiidae)
Z Sardynii wykazano:
- Cheiracanthium angulitarse
- Cheiracanthium mildei
- Cheiracanthium pelasgicum
- Cheiracanthium pennyi
- Cheiracanthium punctorium
- Cheiracanthium seidlitzi
- Cheiracanthium striolatum

### Zoropsidae
Z Sardynii wykazano:
- Zoropsis media
- Zoropsis spinimana